# Präfekturuniversität für Gesundheitswissenschaften Ibaraki

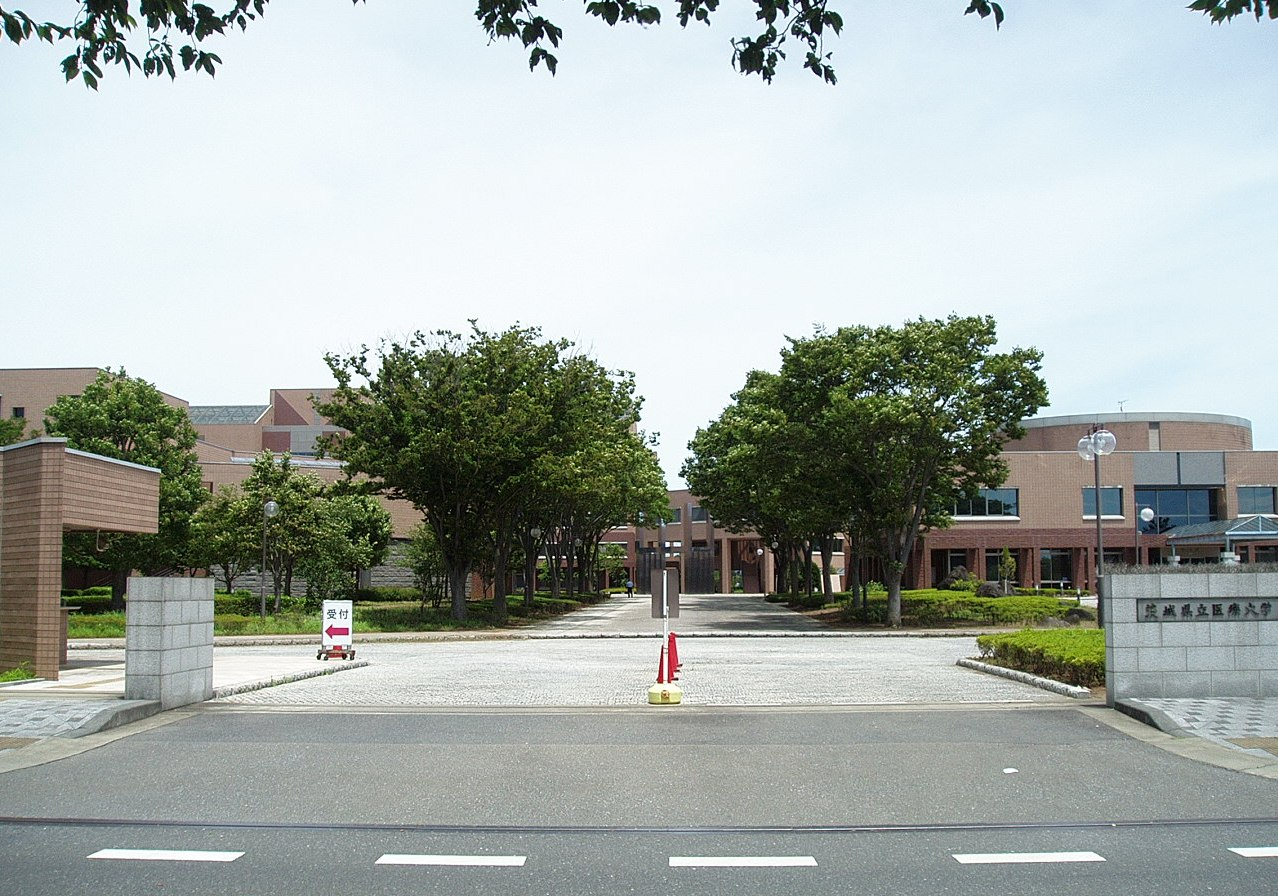
Haupteingang (2012)

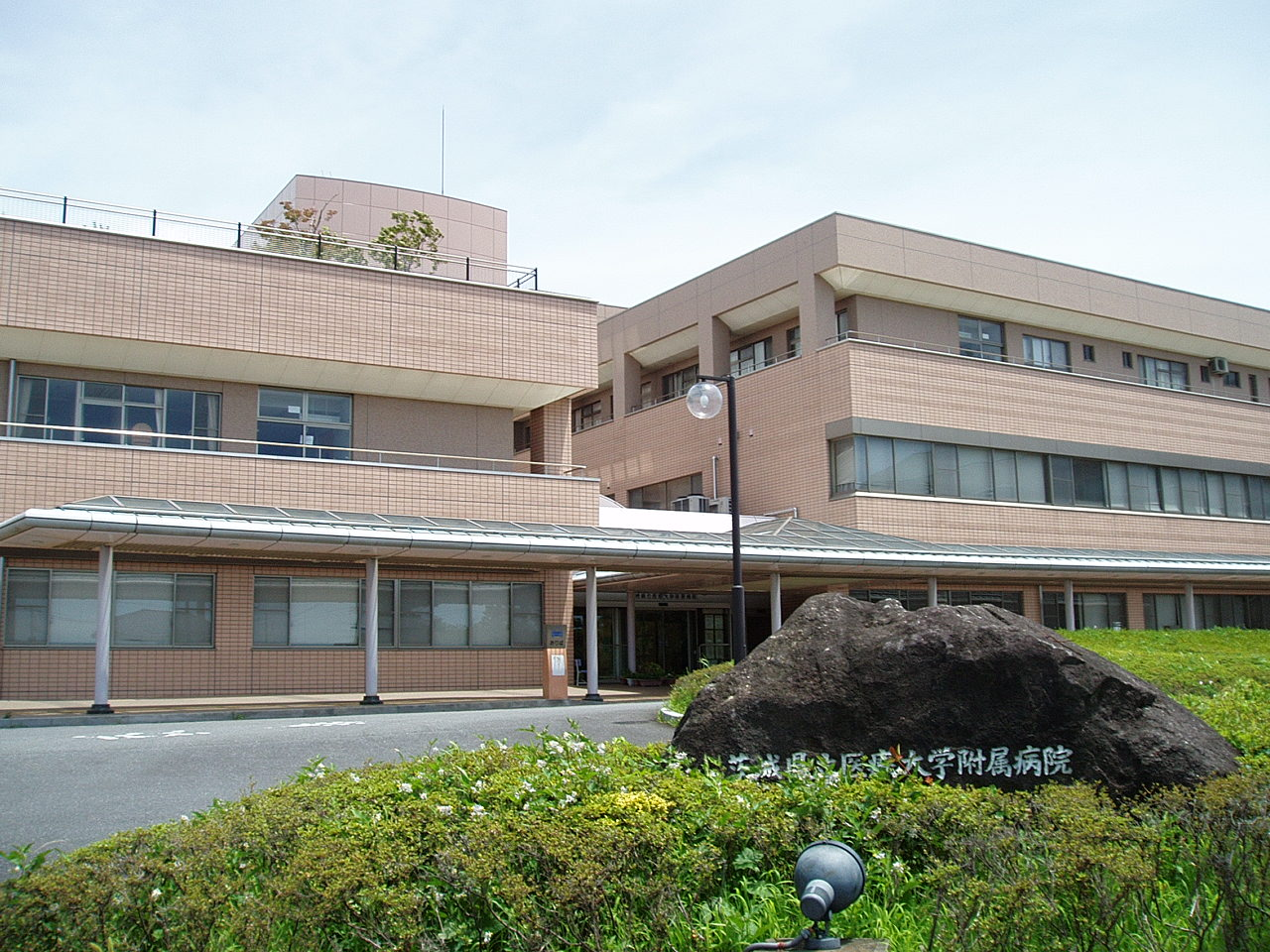
Universitätsklinikum (2012)

Die Präfekturuniversität für Gesundheitswissenschaften Ibaraki (japanisch 茨城県立医療大学 Ibaraki-kenritsu iryō daigaku; engl. Ibaraki Prefectural University of Health Sciences) ist eine öffentliche Universität in Ami in der Präfektur Ibaraki (Japan).
Die Universität wurde 1995 gegründet und im nächsten Jahr wurde das Universitätsklinikum eröffnet. 2001 richtete sie die Graduiertenschule (Masterstudiengänge) ein, und 2010 begann der Doktorkurs. Sie ist die einzige japanische Hochschule, die keinen Ausbildungskurs für Arzt oder Zahnarzt hat aber ihr eigenes Universitätsklinikum hat.

## Fakultäten
- Fakultät für Gesundheitswissenschaften
  - Abteilung für Pflegewissenschaft
  - Abteilung für Physiotherapie
  - Abteilung für Ergotherapie
  - Abteilung für Radiologische Wissenschaften